# Oxynoemacheilus panthera
Oxynoemacheilus panthera es una especie de peces de la familia Balitoridae en el orden de los Cypriniformes.

## Morfología
• Los machos pueden llegar alcanzar los 8 cm de longitud total.

## Distribución geográfica
Se encuentra en la Irak, Siria, el Líbano, Israel, Turquía y el Cáucaso.

## Hábitat
Es un pez de agua dulce.